# Vačík dravý
Vačík dravý (Caenolestes caniventer) je druh vačnatce z řádu vačíků. Náleží do rodu Caenolestes. Vyskytuje se v subtropických horských lesích severozápadního Peru a západního Ekvádoru v nadmořské výšce 1 600 až 3 100 metrů nad mořem. O jeho chování není známo dostatečné množství informací. Je aktivní za soumraku a v noci, žije především na zemi, kde loví larvy motýlů, stonožky a další bezobratlé i drobné obratlovce, živí se také rostlinnou potravou. Druh je hodnocen jako téměř ohrožený taxon kvůli ztrátě přirozeného prostředí, částečně pro vytváření zemědělské půdy, částečně pro těžbu dřeva.